# Département de General Obligado
Le département de General Obligado est une des 19 subdivisions de la province de Santa Fe, en Argentine. Son chef-lieu est la ville de Reconquista.
Le département a une superficie de 10 928 km2. Sa population s'élevait à 166 436 habitants au recensement de  2001 et à 176 772 en 2007 selon l'estimation de l'IPEC.

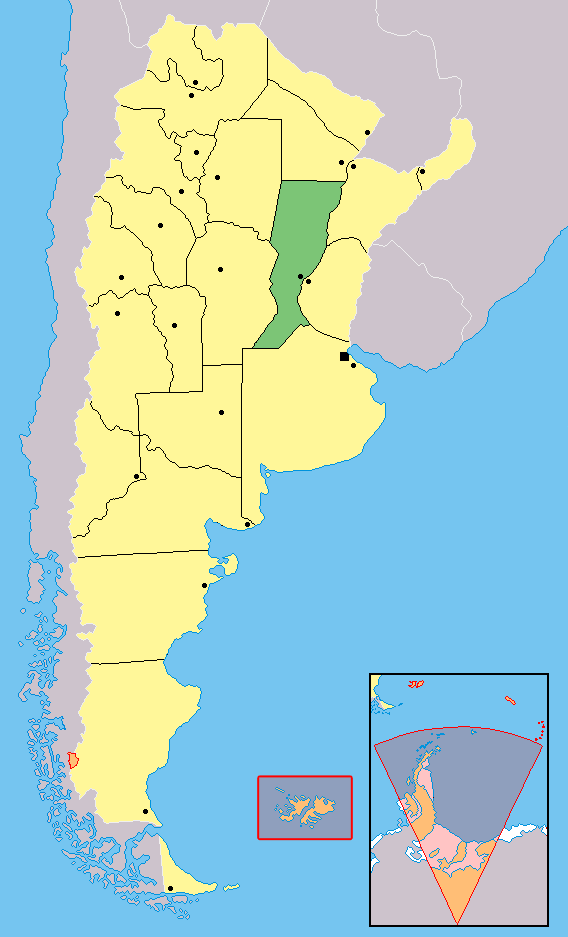
Localisation de la province de Santa Fe en Argentine.